# Peribatodes perfumaria
Peribatodes perfumaria là một loài bướm đêm trong họ Geometridae.